# سارة هيني
سارة هيني (بالإنجليزية: Sarah Heaney)‏ هي صحفية بريطانية، ولدت في 28 نوفمبر 1970 في جمهورية أيرلندا.

## وصلات خارجية
- الموقع الرسمي
- سارة هيني على موقع IMDb (الإنجليزية)